# Грейвз, Кэри
Каролин «Кэри» Бранд Грейвз (англ. Carolyn "Carie" Brand Graves; 27 июня 1953, Мадисон — 19 декабря 2021) — американская гребчиха, выступавшая за сборную США по академической гребле во второй половине 1970-х — первой половине 1980-х годов. Чемпионка летних Олимпийских игр в Лос-Анджелесе, бронзовая призёрка Олимпийских игр в Монреале, обладательница трёх серебряных медалей чемпионатов мира, победительница многих регат национального и международного значения. Также известна как тренер по гребле.

## Биография
Кэри Грейвз родилась 27 июня 1953 года в городе Мадисон, штат Висконсин.
Заниматься академической греблей начала в 1973 году во время учёбы Висконсинском университете в Мадисоне, состояла в университетской гребной команде, за которую когда-то выступал и её отец. Позже проходила подготовку в Бостонском гребном клубе в Бостоне.
Первого серьёзного успеха на взрослом международном уровне добилась в сезоне 1975 года, когда вошла в основной состав американской национальной сборной и побывала на чемпионате мира в Ноттингеме, откуда привезла награду серебряного достоинства, выигранную в зачёте распашных рулевых восьмёрок — в финале её команду обошёл только экипаж из Восточной Германии.
Благодаря череде удачных выступлений удостоилась права защищать честь страны на летних Олимпийских играх 1976 года в Монреале — совместно с партнёршами по сборной Линн Силлиман, Анне Варнер, Джеки Зок, Марион Грег, Маргарет Маккарти, Гейл Рикетсон, Кэрол Браун и Анитой Дефранц финишировала в восьмёрках третьей позади экипажей из ГДР и СССР, получив тем самым бронзовую олимпийскую медаль.
После монреальской Олимпиады Грейвз осталась в составе гребной команды США и продолжила принимать участие в крупнейших международных регатах. Так, в 1979 году она выступила на мировом первенстве в Бледе, где заняла пятое место в программе распашных безрульных двоек.
В 1980 году прошла отбор в олимпийскую сборную, собранную для участия в летних Олимпийских играх в Москве, однако Соединённые Штаты вместе с несколькими другими западными странами бойкотировали эти соревнования по политическим причинам. В качестве компенсации за пропуск Олимпиады Грейвз была награждена Золотой медалью Конгресса.
В 1981 году стала серебряной призёркой в восьмёрках на мировом первенстве в Мюнхене, уступив в финале сборной Советского Союза. Кроме того, в этом сезоне в четвёрках одержала победу на Королевской регате Хенли.
На чемпионате мира 1983 года в Дуйсбурге вновь выиграла серебряную медаль в восьмёрках, снова проиграв команде СССР.
Находясь в числе лидеров американской национальной сборной, благополучно прошла отбор на домашние Олимпийские игры 1984 года в Лос-Анджелесе. На сей раз в составе экипажа, куда также вошли гребчихи Бетси Бирд, Кристен Торснесс, Кэрол Бауэр, Джинн Флэнаган, Кэти Килер, Холли Меткалф, Кристин Норелиус и Ширил О’Стин, обошла всех своих соперниц в восьмёрках, в том числе почти на секунду превзошла ближайших преследовательниц из Румынии, и тем самым завоевала золотую олимпийскую медаль.
Впоследствии возглавляла женскую гребную команду Гарвардского университета, затем в течение десяти лет занимала должность главного тренера по гребле в Северо-Восточном университете. В 1998 году была приглашена руководить начатой программой подготовки гребцов в Техасском университете в Остине. В 2014 году оставила тренерскую работу.